# Ornithopus compressus
Ornithopus compressus (серадела стиснута) — вид квіткових рослин родини бобові (Fabaceae).

## Опис

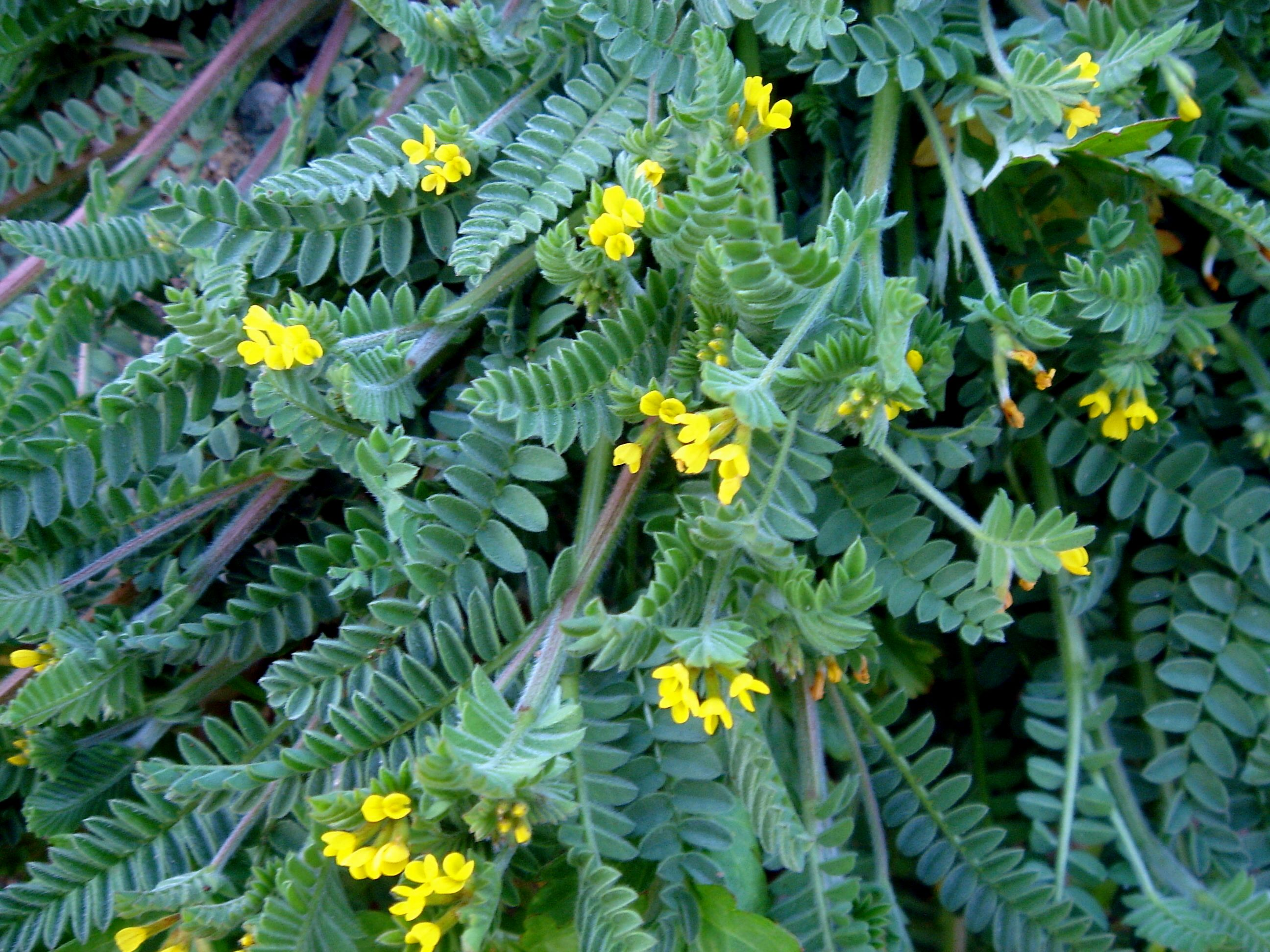
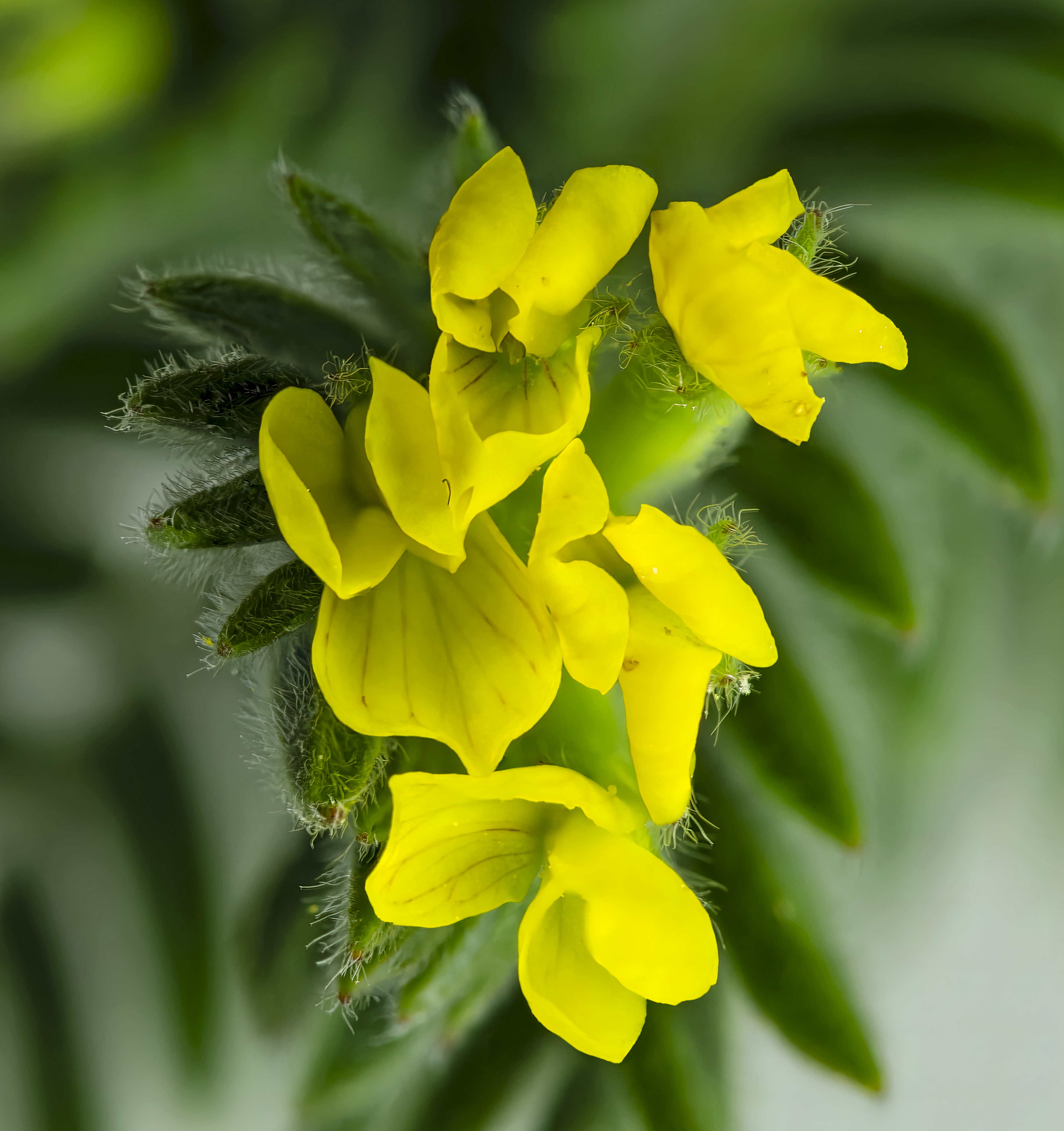
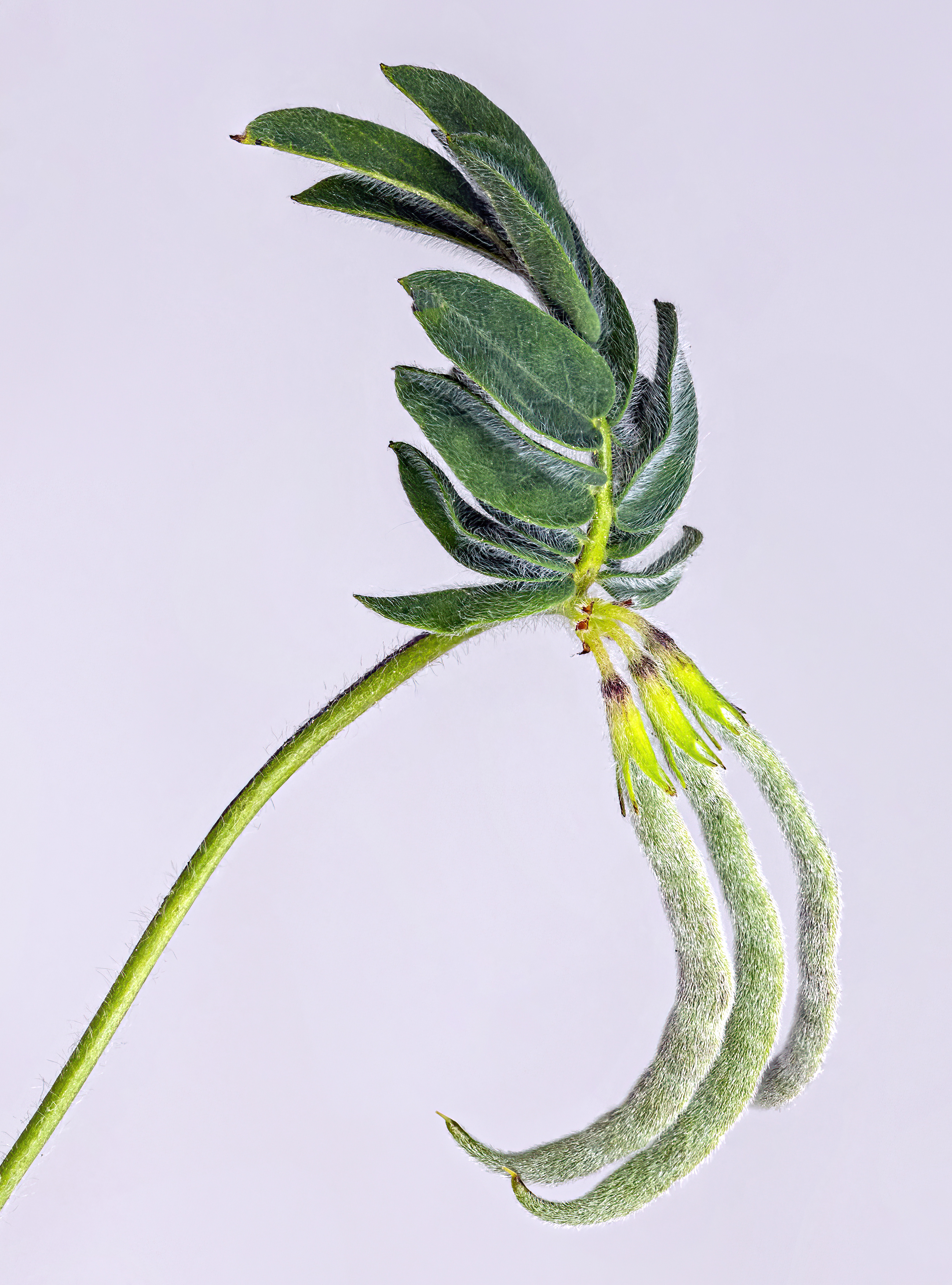

Однорічна трав'яниста, глибоко укорінена, м'яка на дотик рослина. Стебло кругле, тонке і пухнасте, блідо-зелене, як правило, від 10 до 75 см. Гострі запушені листки завдовжки до 12 сантиметрів. Листя непарноперисте, як правило, складається з від 5 до 8 до 18 пар листочків. Листочки довгасті, від 2 до 8, рідше до 18 мм довжини і від 1.5 до 4, рідше до 6 міліметрів завширшки. Суцвіття з 1—2(3) квітів. Квітки крихітні, містять п'ять пелюсток жовтого кольору. Плоди вигнуті, плоскі. Земляного кольору або жовтувато-червонувате насіння яйцеподібне, довжиною 2.4—3 мм. Квіти та плоди: з березня по травень (червень).

## Поширення, екологія
Поширення: Північна Африка — Алжир, [пн.] Марокко, Туніс; Західна Азія — Кіпр, Іран [пн.?], Ізраїль, Ліван, Туреччина [зх.]; Кавказ — Грузія; Південна Європа — Албанія, Болгарія, Колишня Югославія, Греція [вкл. Крит], Італія [вкл. Сардинія, Сицилія], Франція [вкл. Корсика], Португалія [вкл. Мадейра], Гібралтар, Іспанія [вкл. Балеарські острови, Канарські острови]. Росте на піщаних ґрунтах, в канавах, луках і необроблюваних полях; 0—900 м.

## Використання
У середині 20 століття рослина була завезена в Австралію як культивована рослина. У 80-х роках вона знайшла певне поширення як сидерат. Однак із початку 21 століття серадела сійна (Ornithopus sativus) стала використовуватися більше, ніж O. compressus. Також досліджується можливість вирощування O. compressus на пасовищах у центральній частині Чилі.